# Eumannia cebennaria
Eumannia cebennaria är en fjärilsart som beskrevs av Pierre Chrétien 1898. Eumannia cebennaria ingår i släktet Eumannia och familjen mätare. Inga underarter finns listade i Catalogue of Life.